# Caprice des Dieux
Caprice des Dieux es un queso de pasta blanda de origen francés. Se caracteriza por su corteza blanca y su textura cremosa, con matices de nata. Marca propiedad de la multinacional francesa Soparind Bongrian y comercializada en España por su filial, Mantequerías Arias.
Uno de sus rasgos más reconocibles son el color azul y la característica forma ovalada de su pack, junto con su nombre que en castellano se traduce como capricho de los dioses. 

## Historia
Caprice des Dieux nace a finales de los años 50, concretamente en 1956, en Haute-Marne (Francia), bajo las investigaciones de Jean-Noel Bongrain, cuyo propósito era crear un queso de pasta blanda único, con elementos claramente diferenciales a los demás quesos que ya se comercializaban en la época. Después de 5 años de estudios se lanza el producto al mercado. Caprice des Dieux no se comercializaría en España hasta los años 70. 

## Comercialización
Caprice se comercializa en España en su formato más común de 200 g . También está disponible en algunas tiendas en su formato de 300 g y en su original formato snack de 150 g. 
Se recomienda conservar el queso en frío (2 a 8 °C) dejándolo a temperatura ambiente media hora antes de su consumo. 
Caprice des Dieux es, irónicamente, también el nombre dado por Bruselas al Parlamento Europeo, en referencia a la similitud en la apariencia estética de los edificios de este con este tipo de queso tan singular.